# NEWS WAVE ちば
NEWS WAVE ちば（ニュースウェーブちば）は、千葉テレビ放送（チバテレ）にて2006年4月 - 2009年3月29日まで毎日夕方18:00 - 18:10に放送されていたローカルニュース番組である。

## 概要
2006年3月までは、「CTCニュース」だったが、2006年4月に同局のステーションネームを「チバテレビ」に変更したことに伴い、本タイトルとなった。
チバテレのホームページ上でも配信されていた（CTC唯一の配信）。しかし、更新は不定期である。
2009年3月30日以降、同時刻の後番組は「ニュースChiba」である。

## キャスター
- 久保田裕美
- 前田環 - 土曜・日曜

## スポンサー
- 東京電力（但し、土日を除く）